# Кизилсенгір (Казигуртський район)
Кизилсенгі́р (каз. Қызылсенгір) — село у складі Казигуртського району Туркестанської області Казахстану. Входить до складу Кизилкіянського сільського округу.
Населення — 1641 особа (2021; 1394 у 2009).